# Teatro Normansfield

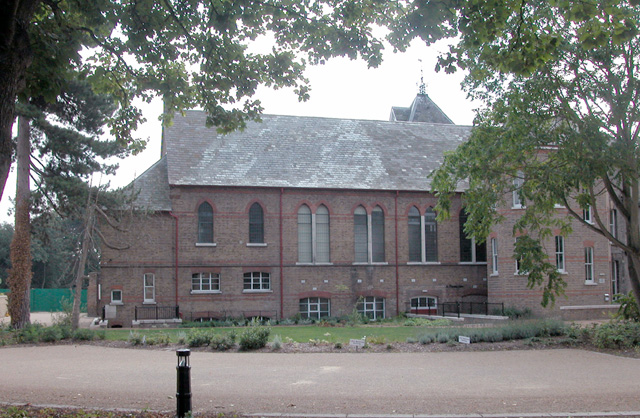
Vista exterior do teatro.

O Teatro Normansfield é um prédio da Era Vitoriana localizado em Teddington, Londres. O teatro é administrado e cuidado pela Langdon Down Centre Trust, tendo o trabalho de restauração começado em 2010.Foi atualmente convertido para uso residencial e as antigas oficinas hospitalares foram re-desenvolvidas como habitação social. O edifício foi removido do registro de riscos do Patrimônio Inglês.